# Jot Drop
Jot Drop (hochdeutsch: „gut drauf“) ist eine Mundart-Musikgruppe.

## Geschichte
Jot Drop wurde 2003 in Troisdorf gegründet. Der Name der Band besteht in der gegenwärtigen Schriftform seit 2008. Die Gründung der Band im Jahr 2003 erfolgte unter dem Namen „Jot Drupp“. Dieser Schriftlaut wurde nach Korrektur durch die Akademie för uns kölsche Sproch geändert. Die Jot Drop GbR ist eine Gesellschaft zur musikalischen Brauchtumspflege bürgerlichen Rechts und wird im Außenverhältnis mit derzeit zwei geschäftsführenden Gesellschaftern vertreten.

## Besetzung und Repertoire
Die fünfköpfige Musikergruppe ist in der heutigen Besetzung mit den Instrumenten Schlagzeug, Bass, E-Gitarre, Akustik-Gitarre, Keyboard und Akkordeon aufgestellt. Die Singstimmen sind mit einem Leadsänger und vier Backgroundstimmen besetzt. Die Band bestreitet pro Jahr etwa 80 Auftritte, circa 45 davon während der Karnevalszeit. Außerhalb der Karnevals-Sessionen ist die Gruppe mit dem Unterjahresprogramm unter anderem bei Stadt- und Sommerfesten sowie Firmenfeiern zu hören. Ein über 60-minütiges Repertoire aus eigenen Kompositionen umfasst Kölsche-, Karnevals- und Stimmungsmusik.

## Auftritte
Unterwegs im Karneval war Jot Drop beispielsweise am 11. November 2009 und 2011 zu Sessionseröffnung auf dem Kölner Heumarkt oder an Weiberfastnacht 2009 auf dem Kölner Alter Markt zu hören. Die Musikgruppe tritt überwiegend im Rhein-Sieg-Kreis, Bonn und Köln auf. Angrenzenden Regionen, von der Eifel bis nach Belgien und den Niederlanden wurden bereits außerhalb des Rheinlandes bereist. Die Band wurde gecoacht und trainiert von Wolfgang Nagel, bekannt als Sitzungspräsident der „Lachenden Kölnarena“. Texte einiger Lieder auf dem Album Alles op ein Kaat stammen aus der Hand von Elfi Steickmann.

## Diskografie
Alben
- 2008: Alles op ein Kaat

Singles
- 2003: He, jetz un üvverall
- 2004: Wä zom Düvel hät et Kölsch versteck?
- 2005: Künninge vum Rhing
- 2009: Die letzte Runde
- 2012: Jot, dat mer Kölsche sin
- 2012: Dä Wääsch zorück
- 2014: Hey Marie
- 2014: Ausrasten
- 2016: Miljönär
- 2017: Niemols
- 2018: Et brennt en mir
- 2020: Wie 'ne Magnet
- 2022: Himmel

Beiträge zu Kompilationen
- 2009: Sommer, Sonne, Kölsch (Herausgeber: EMI rhingtön) mit dem Titel: Ich jon en die Stadt
- 2010: rhingtön Folge 2 (Herausgeber: EMI rhingtön) mit dem Titel: Die letzte Runde
- 2011: Kneipenhits die Kölsche (Herausgeber: EMI rhingtön) mit dem Titel: Zwei Apfelsinen im Haar
- 2012: rhingtön Folge 4 (Herausgeber: EMI rhingtön) mit dem Titel: Jot, dat mer Kölsche sin

## Auszeichnungen
- 2005: „Silberner Oskar“ (Leserabstimmung (Bonn) des Express)
- 2005: 3. Platz – Närrische Hitparade (WDR)
- 2006: „Silberner Oskar“ (Leserabstimmung (Bonn) des Express)
- 2007: „Silberner Oskar“ (Leserabstimmung (Bonn) des Express)
- 2007: Newcomer-Band (Leserumfrage des Kölner Stadt-Anzeigers)
- 2008: „Goldener Oskar“ (Leserabstimmung (Bonn) des Express)[1]